# Fremantle
Fremantle (door de inwoners zelf ook "Freo" genoemd) is een havenstad in Australië, aan de monding van de Swan River. De plaats maakt deel uit van de stadsagglomeratie Perth.

## Geschiedenis
In 1827 verkende kapitein James Stirling, met zijn schip HMS Success, de kust nabij de monding van de Swan rivier. Hij schreef een lovend rapport waarin hij het gebied geschikt achtte voor een nederzetting. De Fransen toonden ook interesse in de kolonisatie van West-Australië en de Britse regering wilde dit voorkomen. Kapitein Charles Fremantle werd met de HMS Challenger naar het gebied gestuurd. Op 2 mei 1829 plantte hij de Britse vlag en claimde het gebied in naam van koning George IV van het Verenigd Koninkrijk. Twee maanden later, op 2 juni 1829, arriveerde het eerste schip met kolonisten. Op 25 augustus vertrok kapitein Fremantle, maar de haven bij Perth werd naar hem vernoemd.
De kolonie bestond aanvankelijk uit vrije mensen, maar vanwege een gebrek aan mankracht diende men in 1849 bij de Britse regering het verzoek in om ook veroordeelde personen naar de regio te sturen. Op 1 juni 1850 arriveerde het eerste schip met 75 gevangenen. De plaats was niet voorbereid en opdracht werd gegeven voor de bouw van een gevangenis. De bouw duurde van 1851 tot 1859, maar in 1855 waren de eerste cellen al gereed. De gevangenis is nadien uitgebreid en kon maximaal 1000 gevangen huisvesten. In 1868 werd het transport van gevangenen naar West-Australië gestaakt. Ongeveer 10.000 gevangenen waren in twee decennia gedeporteerd naar het gebied en op 9 januari van dat jaar arriveerde het laatste schip, de Hougoumont, met 280 gevangenen. In 1886 zaten nog 50 gedeporteerde gevangen vast en de Britse regering deed de gevangenis over aan de lokale koloniale autoriteiten. Vanaf 1991 wordt het niet meer als zodanig gebruikt, maar diverse gebouwen zijn behouden.
Aan het einde van de 19e eeuw werd de vaarweg naar de monding van de Swan verbeterd en het belang van Fremantle als haven nam toe vooral ten koste van Albany. Goud was gevonden in de binnenlanden van West-Australië en veel gelukzoekers trokken via Fremantle naar onder andere Coolgardie en Kalgoorlie. Fremantle is nog steeds de belangrijkste haven voor algemeen gebruik in West-Australië al zijn er gespecialiseerde havens aan de westkust, zoals Dampier of Port Hedland, waar grote hoeveelheden ijzererts in schepen wordt geladen.
Tijdens de Tweede Wereldoorlog was Fremantle een belangrijke marinebasis. Veel Amerikaanse en Nederlandse onderzeeboten weken naar Fremantle uit vanwege het oprukkende Japanse leger. Op 3 maart 1942 kwam als eerste de USS Holland aan in Fremantle met acht duikboten van de Aziatische vloot. Gedurende de hele oorlog hebben zo'n 170 duikboten gebruikgemaakt van de haven. De Hr. Ms. O 19 was een van de Nederlandse onderzeeboten die in Fremantle was gestationeerd.
Nadat Fremantle in 1987 de America's Cup toegewezen kreeg, is het rigoureus opgeknapt. De toen gerestaureerde oude huizen doen tegenwoordig dienst als musea, kunstgalerijen, restaurants, hotels en pubs. Sindsdien trekt Fremantle steeds meer bezoekers van over de hele wereld. Dit komt niet alleen door de jachthaven met zijn mediterrane karakter, maar ook door de typische sfeer in de stad, die geschiedenis met het moderne leven verbindt.
Het Western Australia Maritime Museum biedt een goed beeld van de onderwaterwereld en toont een verzameling voorwerpen die van verschillende schipbreuken afkomstig zijn, zoals het wrak van de Batavia. Het replica van het schip Duyfken komt ook hiervandaan. Dit is dagelijks te bezichtigen in Perth.

## Klimaat
Fremantle heeft een mediterraan klimaat, Köppen Csa, met droge warme zomers en koele natte winters. In de zomer kunnen zeer hete dagen voorkomen, maar een wind van zee zorgt voor afkoeling in de avond en nacht. De gemiddelde maximumtemperatuur over het gehele jaar gemeten is zo’n 22,1 °C, met een hoogterecord in januari 1968 van 42,4 °C en een laagterecord van 2,2 °C in september 1968. De plaats krijgt zo’n 765 millimeter neerslag per jaar en dit is vergelijkbaar met het Nederlandse gemiddelde. Tussen mei en september valt de meeste regen.
| Maand                            | jan  | feb  | mrt  | apr  | mei  | jun  | jul  | aug  | sep  | okt  | nov  | dec  | Jaar |
| -------------------------------- | ---- | ---- | ---- | ---- | ---- | ---- | ---- | ---- | ---- | ---- | ---- | ---- | ---- |
| Hoogste maximum (°C)             | 42,4 | 41,0 | 39,4 | 35,8 | 28,3 | 26,3 | 25,5 | 26,0 | 26,8 | 36,3 | 39,0 | 40,0 | 42,4 |
| Gemiddeld maximum (°C)           | 27,3 | 27,9 | 26,4 | 23,6 | 20,3 | 18,1 | 17,1 | 17,3 | 18,5 | 20,1 | 23,0 | 25,4 | 22,1 |
| Gemiddeld minimum (°C)           | 17,8 | 18,1 | 17,0 | 14,9 | 12,7 | 11,1 | 10,0 | 10,2 | 11,0 | 12,3 | 14,5 | 16,5 | 13,8 |
| Laagste minimum (°C)             | 11,7 | 10,2 | 7,4  | 5,1  | 5,1  | 4,0  | 3,0  | 3,1  | 2,2  | 5,1  | 6,7  | 9,4  | 2,2  |
|                                  |      |      |      |      |      |      |      |      |      |      |      |      |      |
| Neerslag (mm)                    | 6    | 11   | 16   | 41   | 113  | 166  | 156  | 118  | 69   | 42   | 18   | 11   | 765  |
| Bron: (en) Bureau of Meteorology |      |      |      |      |      |      |      |      |      |      |      |      |      |

## Haven
Fremantle is de grootste algemene haven van West-Australië. Per jaar wordt ruim 30 miljoen ton lading overgeslagen en meer dan 2.000 schepen bezoeken de haven. De haven bestaat uit twee onderdelen, dicht bij Framantle ligt de Inner Harbour die nu vooral van belang is voor het containertransport, maar hier worden ook voertuigen ontvangen en er is een passagiersterminal voor bezoekende cruiseschepen. De Inner Harbour werd op 4 mei 1897 officieel geopend met een bezoek van de SS Sultan. De Outer Harbour ligt 22 kilometer zuidelijker bij Kwinana. Hier wordt vooral natte en droge bulkgoederen overgeslagen, zoals graan, aardolie en olieproducten en steenkool. Van de totale lading die de havens van Fremantle verwerken, gaat ongeveer twee derde via de Outer Harbour.

## Bezienswaardigheden
- Fremantle Prison: Deze gevangenis werd gebouwd tussen 1851 en 1859. Het complext beslaat nu een oppervlakte van circa 6 hectare, maar is sinds november 1991 niet meer als gevangenis in gebruik. Veel van de gebouwen zijn gerenoveerd en hebben een andere bestemming gekregen. In 2010 is deze gevangenis, met 10 andere vergelijkbare objecten, opgenomen in de UNESCO Werelderfgoedlijst.[5]
- Round House: Dit was het eerste permanente gebouw van de kolonie aan de rivier de Swan. Met de bouw werd in 1830 gestart en een jaar later was het klaar. De strategische locatie en de dikke muren boden bescherming tegen mogelijke aanvallers. Tot 1886 is het ook gebruikt als gevangenis, maar die rol werd overgenomen door de Fremantle Prison. Het werd verder gebruikt door de lokale politie tot het gebouw in 1936 een beschermde status kreeg. Het is opengesteld voor het publiek.
- Het Museum van West-Australië heeft een dependance in de stad. In het gebouw aan de Victoria Quay wordt vooral aandacht besteed aan de maritieme geschiedenis van West-Australië. Onderdeel van de expositie is de zeilboot Australia II die de America’s Cup won in 1983. Verder ligt naast het museum de Australische onderzeeboot HMAS Ovens die tussen 1969 en 1995 heeft gevaren voor de Australische marine. 
In het museum staat permanent tentoongesteld de poortsteen versiering van 137 zandstenen blokken die bestemd was voor een van de toegangspoorten van Kasteel Batavia. Deze stenen werden vervoerd door de Batavia, die in 1628 aan de westkust van Australië verging en waarvan de stenen in de jaren 60 vorige eeuw werden geborgen.

## Geboren
- Newton Moore (1870–1936), de achtste premier van West-Australië
- Paul Hasluck (1905–1993), politicus
- Samantha Kerr (1993), voetbalspeelster

## Fotogalerij

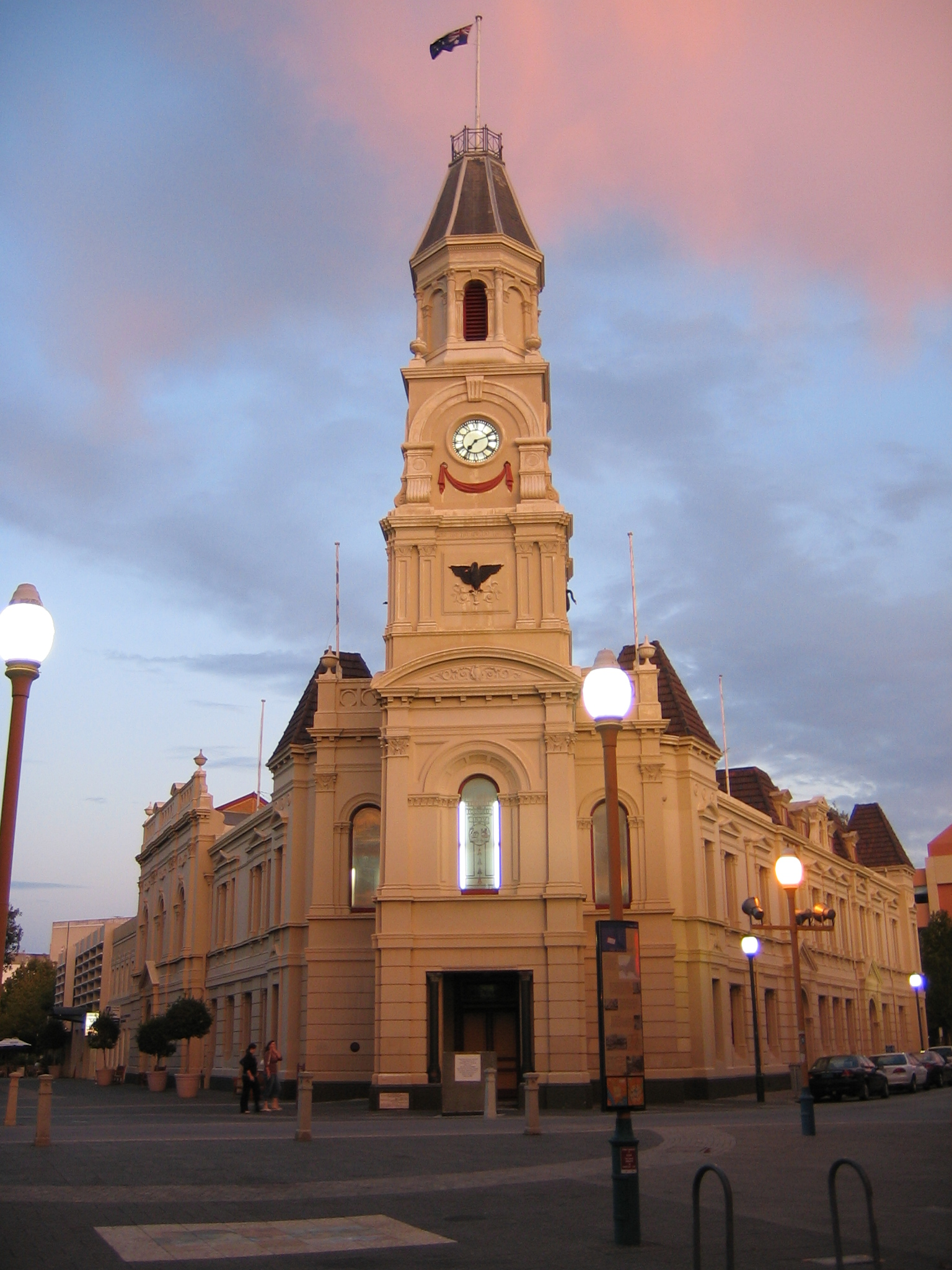
Het stadhuis van Fremantle
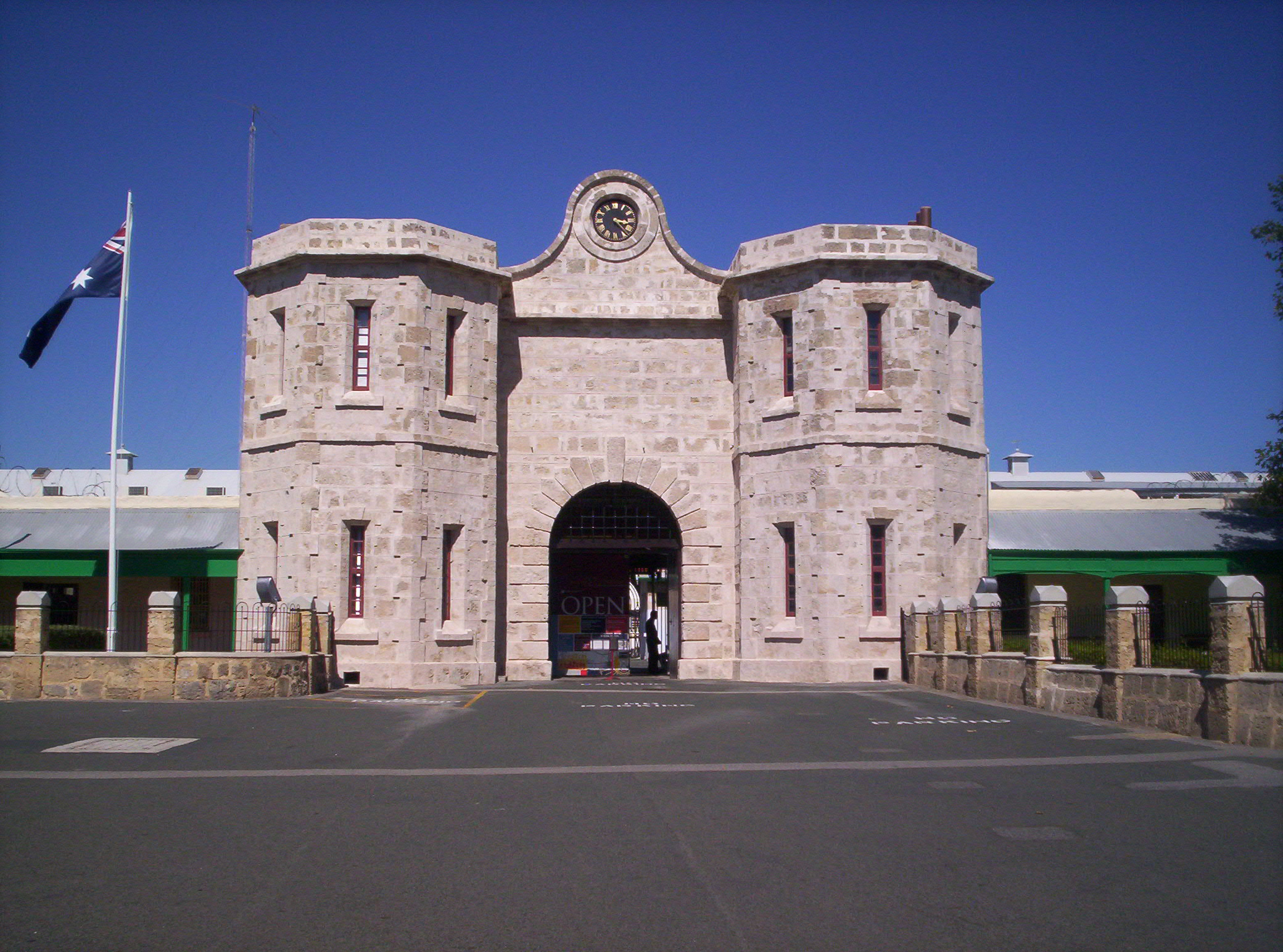
Toegangspoort gevangenis
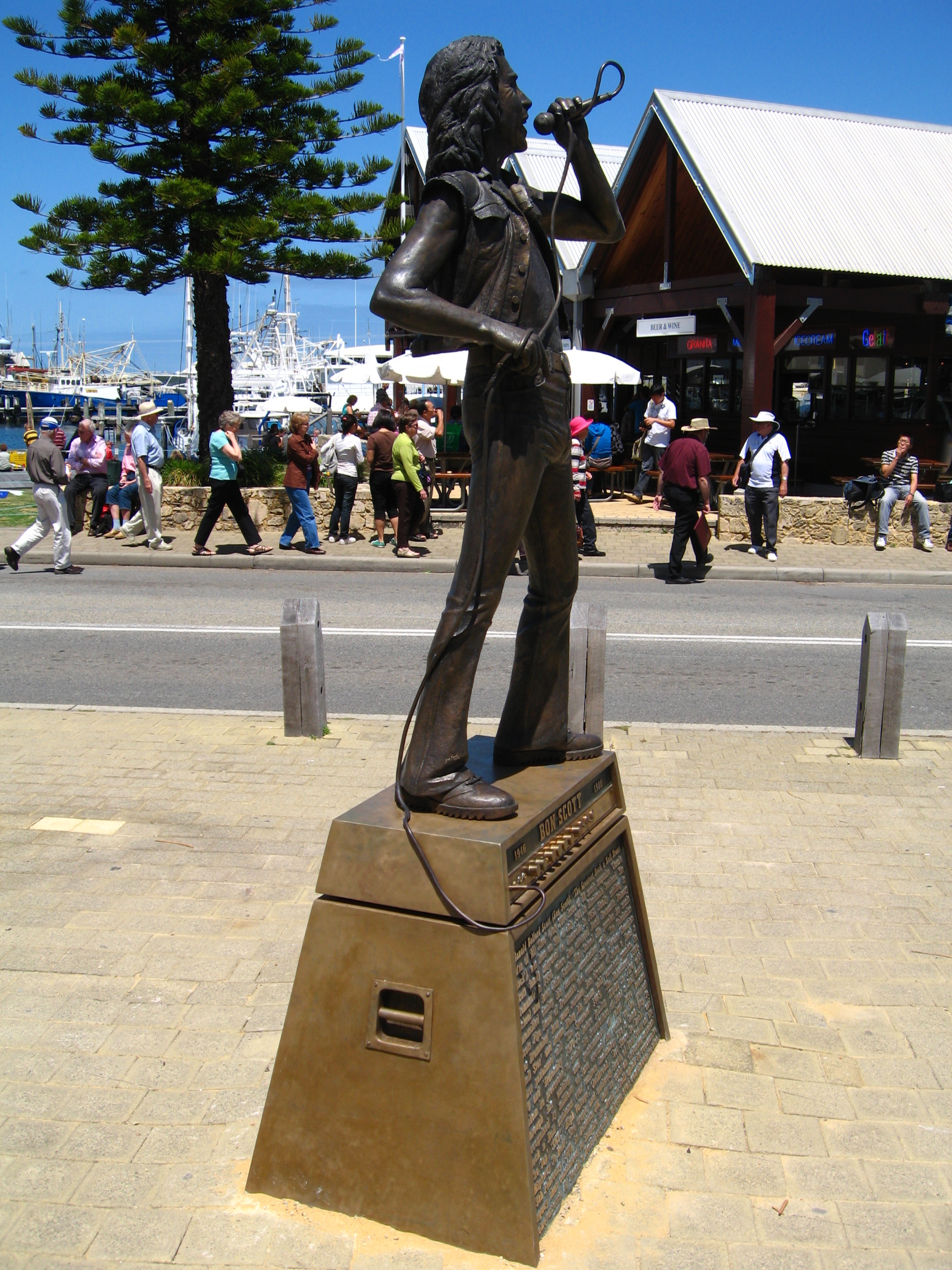
Standbeeld van Bon Scott in Fremantle
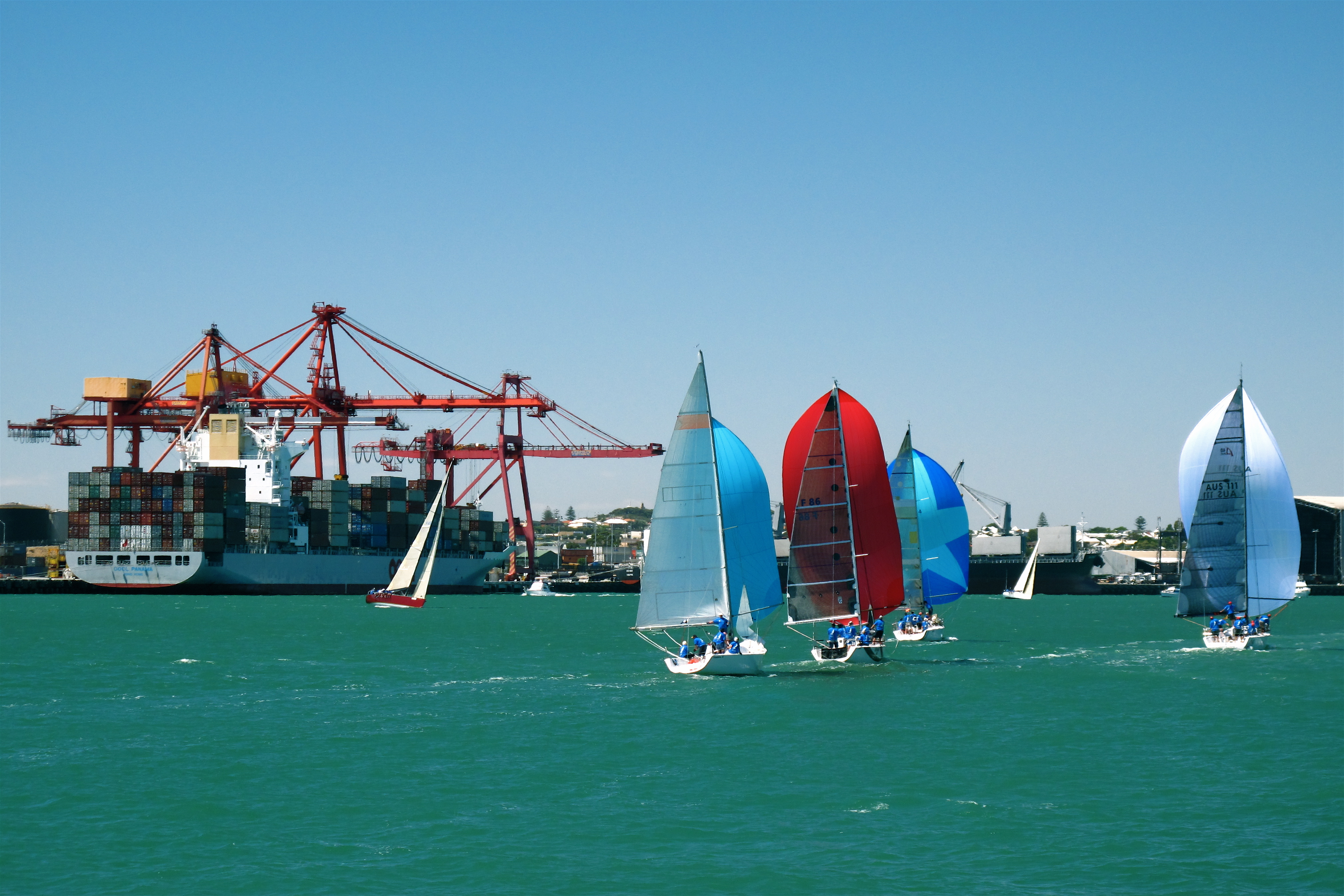
Zicht op Fremantle haven
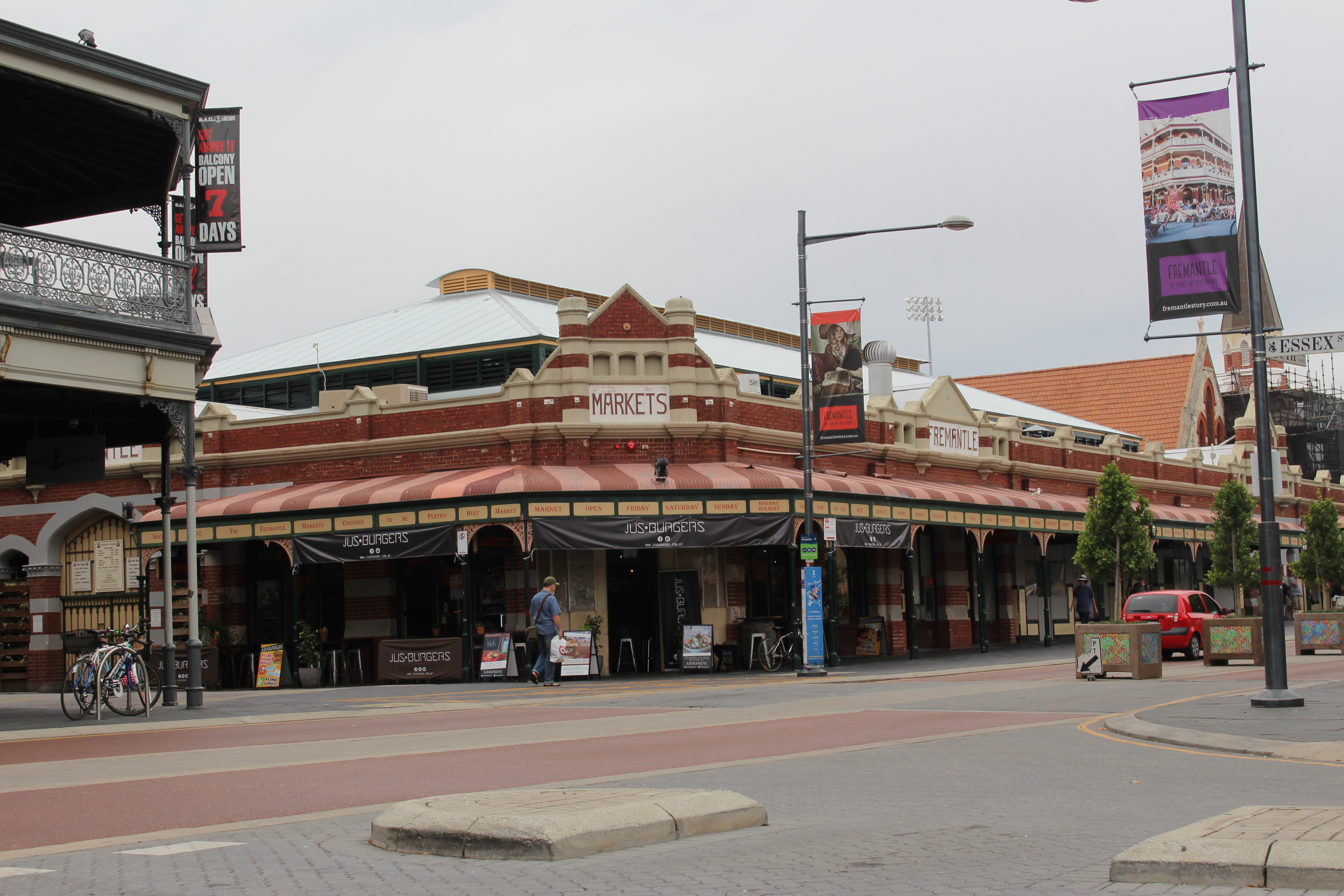
De Markten van Fremantle
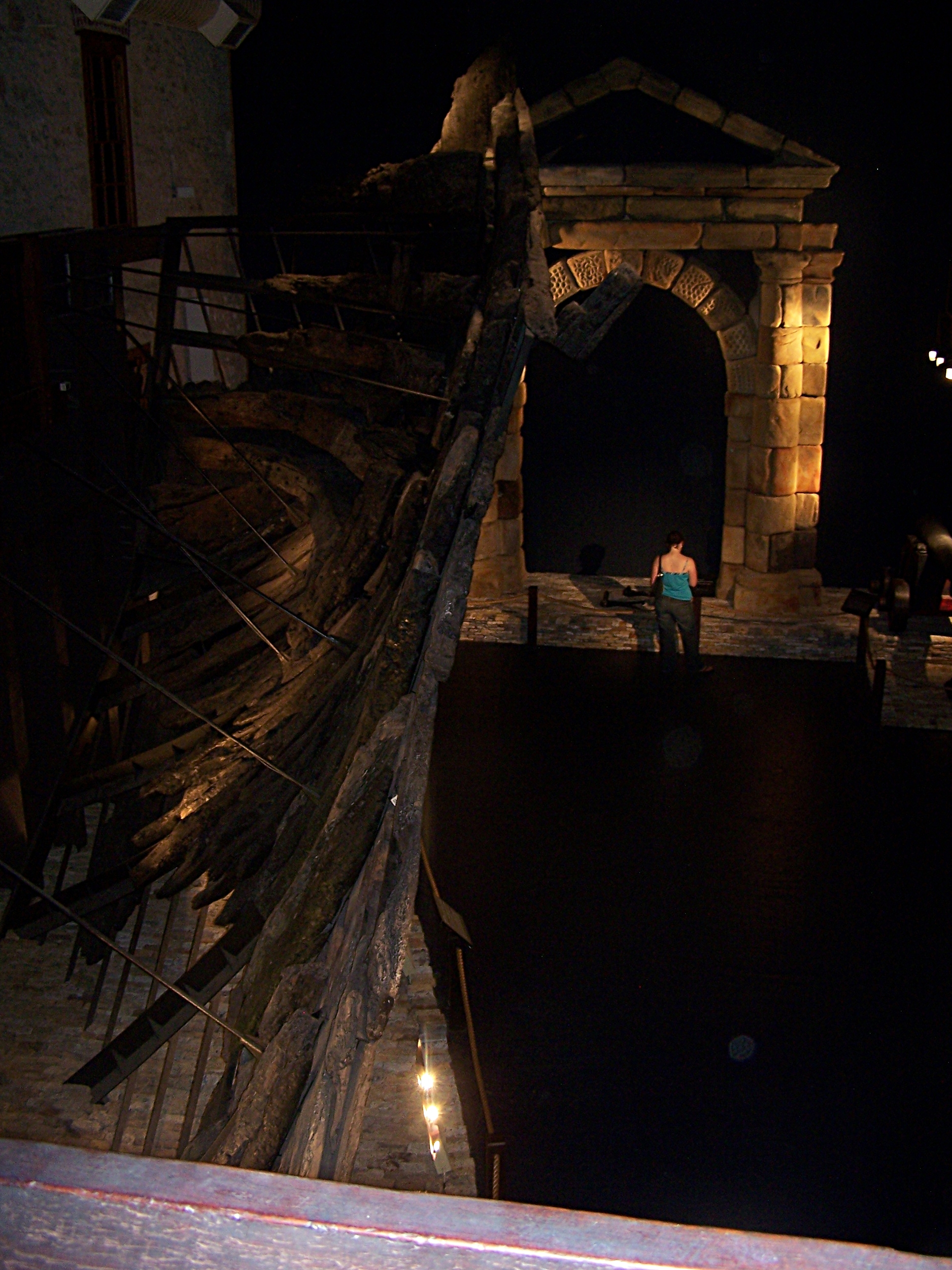
De bekleding voor een van de toegangspoorten van Kasteel Batavia in Nederlands-Indië